# Собор святого Юра (срібна монета)
«Собо́р свято́го Ю́ра» — пам'ятна срібна монета номіналом 10 гривень, випущена Національним банком України, присвячена одній з визначних пам'яток українського зодчества XVIII століття, у якій знайшли яскраве втілення прийоми західноєвропейського бароко. Львівський кафедральний собор, фундатором якого був митрополіт Атанасій Шептицький, збудовано впродовж 1744—1761 років за проектом найвизначнішого архітектора тогочасного Правобережжя — Бернарда Меретина.
Монету введено в обіг 15 вересня 2004 року. Вона належить до серії «Пам'ятки архітектури України».

## Опис монети та характеристики
| Номінал грн. | Метал            | Маса, г      | Діаметр, мм | Якість виготовлення | Гурт     | Тираж, штук |
| ------------ | ---------------- | ------------ | ----------- | ------------------- | -------- | ----------- |
| 10           | срібло 925 проби | 31,1 / 33,62 | 38,6        | пруф                | рифлений | 8 000       |

### Аверс
На аверсі монети зображено статую св. Юра (Йоган Пензель, 1759–1761) на фасаді собору, ліворуч від неї розміщено рік карбування монети — «2004» та малий Державний Герб України, написи: «УКРАЇНА» (угорі півколом), унизу — «10 ГРИВЕНЬ», а також позначення металу, його проби — «Ag 925», маси в чистоті — «31,1» та логотип Монетного двору Національного банку України.

### Реверс

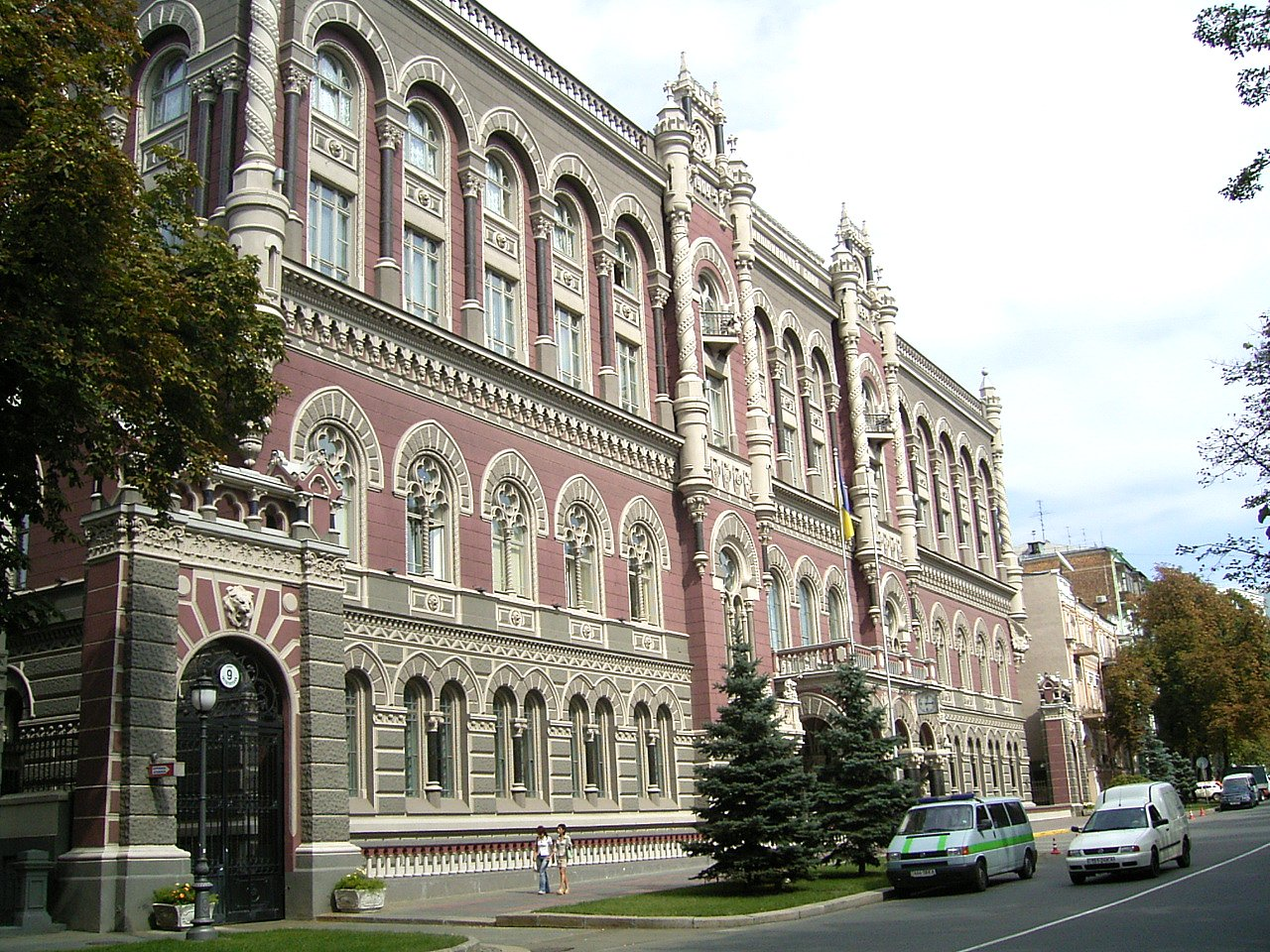
Будівля Національного банку України

На реверсі монети зображено собор та розміщено написи: «СОБОР СВЯТОГО ЮРА» (угорі півколом), «ЛЬВІВ» (унизу).

## Автори
- Художник — Кочубей Микола.
- Скульптори: Іваненко Святослав, Атаманчук Володимир.

## Вартість монети
Ціна монети — 575 гривень була вказана на сайті Національного банку України в 2013 році.
Фактична приблизна вартість монети з роками змінювалася так:
| Рік        | 2010 | 2011 | 2012 | 2013 | 2014 | 2015  | 2016  | 2017 | 2018  | 2019  | 2020  | 2021  | 2022  | 2023  | 2024  | 2025  |
| ---------- | ---- | ---- | ---- | ---- | ---- | ----- | ----- | ---- | ----- | ----- | ----- | ----- | ----- | ----- | ----- | ----- |
| Ціна, грн. | 450  | 550  | 600  | 650  | 900  | 1 100 | 1 300 | 950  | 1 250 | 1 300 | 1 100 | 1 350 | 1 460 | 1 900 | 3 200 | 3 200 |